# Grébicspuszta
Grébicspuszta Komárom-Esztergom vármegye északi részén, Naszálytól délre fekvő belterület.

## Története
Grébics (Gerebecs) az Árpád-kor-ban még virágzó település volt. Neve kun (kabar) eredetű,[forrás?] s nagy valószínűséggel a honfoglalás korában a került gróf Cseszneky család ősatyja, az Anonymus krónikája által említett Ketel fia Alaptolma birtokába. Nevét az oklevelek 1237-ben említik először, Grebuch, 1284-ben Guerebuch alakban.
Grébics királyi birtok volt, királyi lovászok lakták. A korabeli oklevelek jegyezték fel ezek egyikének, Woch-nak nevét, ki még 1240 előtt Grébicsről
Pozsony várába, ahol a végek szolgálatában kitűnt, ezért a király 1240-ben vendégek közé „(inter hospites regios computabiles)” fogadta.
Grébics 1237–1240, és 1284 között Tömörd és Billeg településsel volt határos, 1291-ben Mocsa határosának írják.
Fent említett települések közül Billeg a török időkben elpusztult, Grébics és Tömörd pedig mára csak puszta.
A jelenkori Grébicspuszta Naszály településrésze, mely a 8139-es út mentén fekszik, attól délnyugatra; Naszály központjával a 8134-es út köti össze.